# Makai Ödön
Makai Ödön (Nagyszentmiklós, 1889. október 27. – Hódmezővásárhely, 1937. február 16.) jogász, ügyvéd, József Attila sógora és gyámja, József Jolán, majd József Etelka férje, Makai Emil költő, drámaíró unokaöccse.

## Élete
Zsidó családból származott, Löwenstein Adolf és Fischer Hermina gyermekeként született Nagyszentmiklóson (Édesanyja testvére volt Makai Emil költő, újságíró, műfordító). Jogi tanulmányokat végzett. Miután József Áronné Pőcze Borbála 1919 decemberében elhunyt, ő lett az árván maradt gyermekeinek a gyámja. Felismerte József Attila tehetségét, s pályáját egyengette. 1920-ban a költő Makai Ödönnek a Lovag utcai lakásában lakott, anyagi támogatást is kapott tőle.
Első házasságát József Jolánnal kötötte, akit Lippe Lucie álnéven vett feleségül Budapesten, a Terézvárosban, 1919. április 28-án, majd 1928-ban elváltak. 1928. szeptember 22-én immár a valódi nevén vette el József Jolánt, szintén a Terézvárosban, majd ezt követően feleségével Hódmezővásárhelyre költöztek. Házasságuk alig több mint egy hónappal később válással végződött. Még ugyanezen év végén azonban harmadszorra megházasodtak, alig két évvel később újból elváltak.
A szegedi ügyvédi kamara Makai Ödönt 1929. január 8-ai hatállyal jegyezte be a Szentesi út 24. szám alá. Előbb főfelügyelőként dolgozott a Belvárosi Takarékpénztár Tiszántúli Kerületénél, egyidejűleg pedig ügyész volt a Kereskedelmi Banknál, később pedig ennek társigazgatójaként is működött, egészen haláláig. Hódmezővásárhelyen alakult ki szorosabb kapcsolat közte és József Attila között, a költő Makaira mint barátjára tekintett.
Negyedszerre József Etelkát vette el 1931. december 26-án Budapesten. Megegyezés szerint három gyermekük - köztük Makai Péter rendező-díszlettervező (1932. december 4. – 1991. november 7.) - az anya református vallását követte.
A Makai családnak élénk társasági élete volt, főként zsidó ügyvédekkel, bankárokkal, orvosokkal, valamint a városban élő híres költőkkel, művészekkel, és műkedvelő színészekkel voltak kapcsolatban. Makainak gyakran jelentek meg közgazdasági témájú írásai a hódmezővásárhelyi sajtóban, irodalmi kérdésekhez is gyakorta hozzászólt. 1931-ben a Vásárhelyi Friss Újságban nyílt levelet publikált Vihar Móricz Zsigmond körül címmel, melyben kiállt az író mellett, amikor azt élesen támadták. Temetésén, melyre Hódmezővásárhelyen, a Tuhutum utcai zsidó temetőben került sor, csak özvegye és volt felesége voltak jelen.